# الحد الأدنى من البيانات التمريضية
الحد الأدنى من البيانات التمريضية (بالإنجليزية: Nursing Minimum Data Set)‏ أو اختصارا (NMDS) هو نظام تصنيف يسمح بجمع بيانات أساسية موحدة للتمريض. البيانات التي تم جمعها تهدف إلى تقديم وصف دقيق لعملية التمريض المستخدمة عند تقديم الرعاية التمريضية. وهي تسمح بتحليل ومقارنة بيانات التمريض للسكان حسب الوقت والمناطق الجغرافية.

## وصلات خارجية
- Denehy، Janice (يناير 2012). "Nursing Minimum Data Set for School Nursing Practice: Position Statement". National Association of School Nurses. مؤرشف من الأصل في 2016-03-03. اطلع عليه بتاريخ 2014-08-25.